# (5415) Lyanzuridi
(5415) Lyanzuridi est un astéroïde de la ceinture principale.

## Description
(5415) Lyanzuridi est un astéroïde de la ceinture principale. Il fut découvert le 3 octobre 1978 à Naoutchnyï par Nikolaï Tchernykh. Il présente une orbite caractérisée par un demi-grand axe de 2,27 UA, une excentricité de 0,12 et une inclinaison de 4,3° par rapport à l'écliptique.

## Compléments